# Влязлый, Мариуш
Мариуш Влязлый (пол. Mariusz Wlazły; 4 августа 1983, Велюнь, Польша) — польский волейболист, диагональный. Чемпион мира в составе национальной сборной.

## Карьера
Влязлый на протяжении всей профессиональной карьеры выступал за «Скру» из Белхатова, за которую отыграл 17 сезонов (2003-2020). Он девять раз приводил команду к чемпионскому титулу, семь раз выигрывал Кубок Польши, а также завоевал серебряные и бронзовые медали в Лиги чемпионов и клубных чемпионатах мира.
В 2015 году Влажлы сыграл за катарский клуб «Аль-Араби», но это был краткосрочный летний контракт на несколько матчей.
Летом 2020 года перешёл в «Гданьск».
В 2014 году на Чемпионате мира выиграл его со сборной и попал в символическую сборную, и был признан MVP турнира, после чего объявил о завершении карьеры в национальной команде, за которую сыграл 155 матчей.